# Kazuyori Mochizuki
Kazuyori Mochizuki (ur. 20 listopada 1961) – japoński piłkarz występujący na pozycji bramkarza.

## Kariera piłkarska
Od 1984 do 1994 roku występował w Sanfrecce Hiroszima.

## Kariera trenerska
Po zakończeniu piłkarskiej kariery pracował jako trener w Sanfrecce Hiroszima.